# Snowflake (miasto)
Snowflake – miasto w Stanach Zjednoczonych, w stanie Arizona, w hrabstwie Navajo.